# Gypsonoma oppressana
The Poplar bud-worm (Gypsonoma oppressana) là một loài bướm đêm thuộc họ Tortricidae. Nó được tìm thấy ở Madeira và in central và miền nam châu Âu, from the Trans-Caucasus to Kazakhstan và Tajikistan.
Sải cánh dài 12–15 mm. Con trưởng thành bay vào tháng 6 và tháng 7.
Ấu trùng ăn Populus nigra, Populus alba và Populus tremula và is considered a minor pest on these species. 